# Afrikaanse linsang
De Afrikaanse linsang (Poiana richardsonii) is een roofdier uit de familie van de civetkatachtigen (Viverridae). De soort leeft in het westen van Afrika. Het dier heeft een lengte van 33-38 cm met een staartlengte van 35-40 cm, een schouderhoogte van 15-18 cm en wegen ongeveer 500-700 gram. De vrouwtjes krijgen meestal twee of drie jongen.